# Liste der Bodendenkmäler in Esselbach
Auf dieser Seite sind die Bodendenkmäler in der unterfränkischen Gemeinde Esselbach zusammengestellt. Diese Tabelle ist eine Teilliste der Liste der Bodendenkmäler in Bayern. Grundlage ist die Bayerische Denkmalliste, die auf Basis des Bayerischen Denkmalschutzgesetzes vom 1. Oktober 1973 erstmals erstellt wurde und seither durch das Bayerische Landesamt für Denkmalpflege geführt wird. Die folgenden Angaben ersetzen nicht die rechtsverbindliche Auskunft der Denkmalschutzbehörde.

## Bodendenkmäler in Esselbach
| Lage                      | Objekt                                                                                          | Akten-Nr.     | Bild           |
| ------------------------- | ----------------------------------------------------------------------------------------------- | ------------- | -------------- |
| Hauptstraße 10 (Standort) | Befunde der frühen Neuzeit im Bereich der katholischen Pfarrkirche St. Margareta von Esselbach. | D-6-6123-0054 | weitere Bilder |